# Horváth Miklós (politikus)
Horváth Miklós (Budapest, 1940. március 14. – 2021. június 13.) magyar állatorvos, politikus, országgyűlési képviselő.

## Életpályája

### Iskolái
Az általános és középiskolai tanulmányait Budapesten végezte el. 1958-ban érettségizett az Apáczai Csere János Gyakorló Gimnáziumban. 1963-ban diplomázott az Állatorvostudományi Egyetem hallgatójaként. 1975-ben szakállatorvosi képesítést szerzett.

### Pályafutása
1963-ban az albertirsai Szabadság Mezőgazdasági Termelőszövetkezetnél dolgozott. 1965–1968 között a Bicskei Állami Gazdaság állatorvosa volt. 1968-tól Székesfehérváron élt. 1968–1975 között a Fejér Megyei Mesterséges Termékenyítő Állomás állatorvosa volt. 1975-ben a Fejér Megyei Állategészségügyi Állomás körzeti állatorvosa lett.

### Politikai pályafutása
1985-től volt országgyűlési képviselő (Fejér megye). A törvényhozásban egyike volt azon képviselőknek, akik nemmel szavaztak a Bős–nagymarosi vízlépcső kérdésében. 1990-től az MDF tagja volt. 1990-ben egyéni listán lett országgyűlési képviselő. Az 1990-es választásokon az MDF képviselőjelöltje volt a megye 2. sz. választókörzetében. 1990–1994 között a Környezetvédelmi bizottság tagja volt. 1994-ben az MDF országgyűlési képviselőjelöltje volt. 1994-től az MDF városi szervezetének elnöke volt. 1994–1998 között a székesfehérvári képviselő-testület tagja volt; a testületben 1994–1998 között a párt frakcióvezetője volt.

## Családja
Szülei: Horváth Béla és Bangó Mária voltak. 1966-ban házasságot kötött Hátsági Sarolta vegyészmérnökkel. Két gyermekük született: Miklós (1969) és Rita (1973).